# Marosnagylaki fatemplom
A marosnagylaki fatemplom műemlék Romániában, Fehér megyében. A romániai műemlékek jegyzékében az AB-II-m-B-00255 sorszámon szerepel.